# Calydna calamisa
Calydna calamisa is een vlindersoort uit de familie van de prachtvlinders (Riodinidae), onderfamilie Riodininae.
Calydna calamisa werd in 1854 beschreven door Hewitson.